# Mark Dusharme
Mark Allen Dusharme est un ancien joueur américain de volley-ball né le 23 mai 1981 à San Diego. Il mesure 2,03 m et jouait au poste d'Attaquant.

## Clubs
| Club            | Pays   | De        | À         |
| --------------- | ------ | --------- | --------- |
| GAS Pamvohaïkos | Grèce  | 2011-2012 | 2011-2012 |
| Tourcoing LMVB  | France | 2012-2013 |           |